# Premi Internacional Joan Guinjoan per a Joves Compositors
El Premi Internacional Joan Guinjoan per a Joves Compositors és un concurs de composició convocat per l'Escola Superior de Música de Catalunya.
El concurs, que es convoca anualment des de l'any 2002, és obert a compositores i compositors de totes les nacionalitats que a la data límit d'entrega de partitures no superin l'edat de 35 anys i que no hagin guanyat el premi en edicions anteriors. Es demanen obres musicals inèdites, de factura contemporània, per a una agrupació de cambra molt lliure, que pot incorporar o no elements electrònics.
El premi té una dotació econòmica i, a més, comporta l'estrena i gravació de l'obra guanyadora. Importants grups dins de l'àmbit de la música contemporània a Catalunya han col·laborat en l'estrena de les obres guanyadores, com ara l'Ensemble Martinu o el BCN216, sota la direcció de Francesc Prat o Ernest Martínez Izquierdo, entre d'altres. El jurat sol constar de professorat del departament de teoria, composició i direcció de l'escola. L'any 2019 hi van participar una seixantena de concursants.
El nom del premi és en honor de l'influent compositor Joan Guinjoan.

## Llista de guardonats[calcitació]
| Curs      | Edició | Guanyador                     | Obra                            | Nacionalitat        |
| --------- | ------ | ----------------------------- | ------------------------------- | ------------------- |
| 2002-2003 | 1      | Nacho de Paz Sánchez          | Pálpito                         | Espanyol (asturià)  |
| 2003-2004 | 2      | Joan Riera Robusté            | Estudi de proporcions núm. 2    | Català              |
| 2004-2005 | 3      | Lucas Fagin                   | Cometas                         | Argentí             |
| 2005-2006 | 4      | Josep Sanz Quintana           | Musik nach Janequin             | Català              |
| 2006-2007 | 5      | Lucas Fagin                   | Galaxia espiral                 | Argentí             |
| 2007-2008 | 6      | Ilías Rachaniotis             | Symetron                        | Grec                |
| 2008-2009 | 7      | Jesús Navarro Monzón          | Crazy madness                   | Espanyol (càntabre) |
| 2009-2010 | 8      | Santiago Tomás Díez           | The black of symbol             | Argentí             |
| 2010-2011 | 9      | Marc Codina Contijoch         | Prägnanz                        | Català              |
| 2011-2012 | 10     | Carlos de Castellarnau        | Intervallum mundi modus         | Català              |
| 2012-2013 | 11     | Miguel Farías Vázquez         | L'echo terrestre                | Xilè                |
| 2013-2014 | 12     | Juan de Dios Adolfo Magdaleno | El canto de los cronopios       | Mexicà              |
| 2014-2015 | 13     | Javier Quislant Garcia        | Redox                           | Espanyol (basc)     |
| 2015-2016 | 14     | Guillem Ponsí Vilà            | The arousal                     | Català              |
| 2016-2017 | 15     | Antonio Moral Jurado          | Aljibe de absoluta complacencia | Espanyol (andalús)  |
| 2017-2018 | 16     | Otto Wanke                    | Threads                         | Txec                |
| 2018-2019 | 17     | Guillem Góngora               | Processus                       | Català              |
| 2019-2020 | 18     | Camilo Roca                   | Insectarium                     | Xilè                |
| 2020-2021 | 19     | José Luis Perdigón            | Libration                       | Espanyol (canari)   |
| 2021-2022 | 20     | Aníbal Vidal Astroza          | Gliding Murmuration             | Xilè                |
| 2022-2023 | 21     | TBA                           | TBA                             | TBA                 |